# Плоское (Закарпатская область)

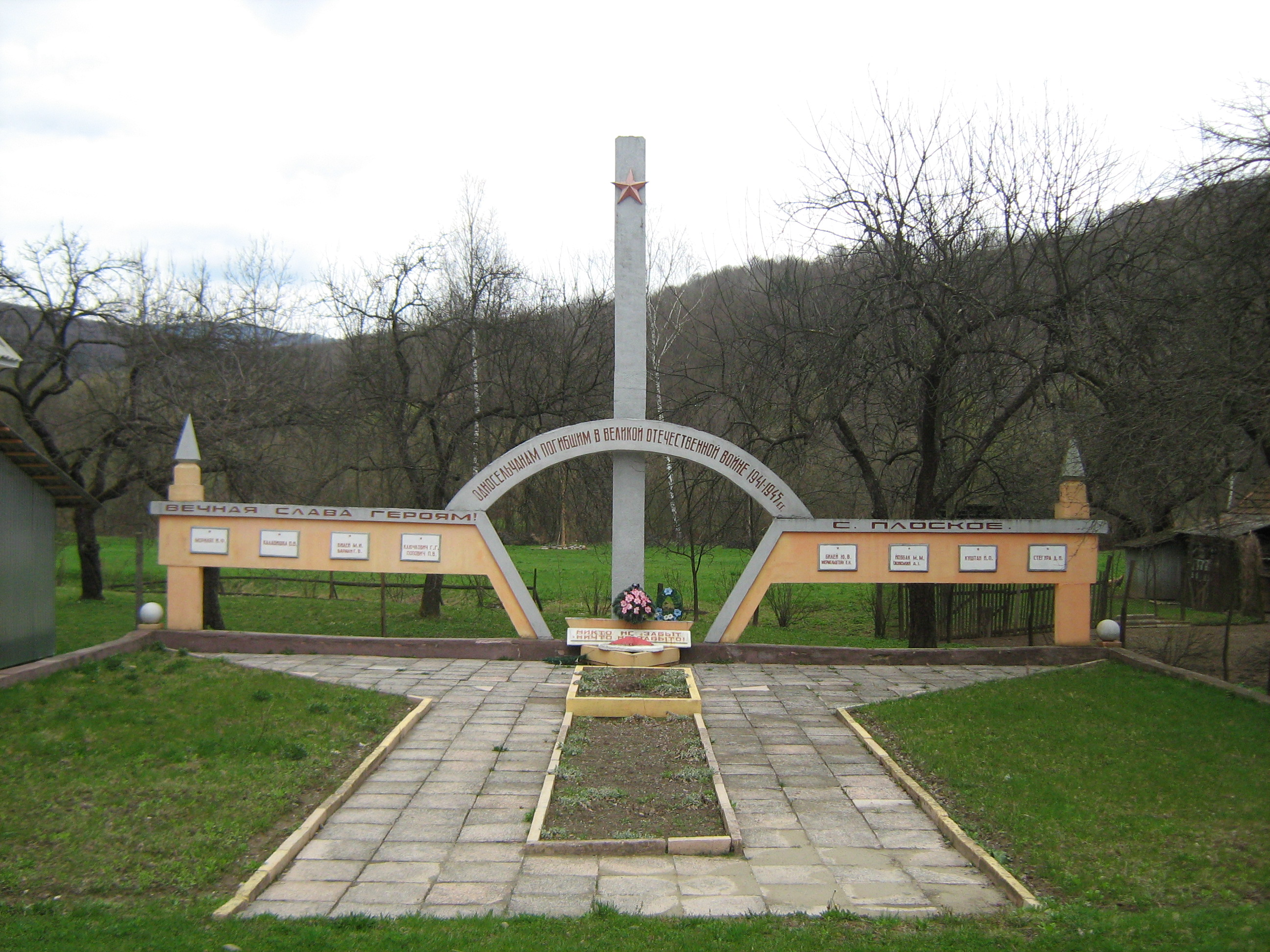
Памятник односельчанам-защитникам родины в годы Отечественной войны 1941—1945 гг.

Пло́ское (укр. Плоске) — село в Полянской сельской общине Мукачевского района Закарпатской области Украины.
Население по переписи 2001 года составляло 1080 человек. Почтовый индекс — 89311. Телефонный код — 3133.

## Минеральные воды
Плоское богато источниками минеральных вод, которые известны с давних времен. Они в горном ущелье выходили на поверхность земли тугими, шипучими фонтанами из 2-х источников, из которых один разместился посредине села, второй — на его окраине, где теперь упорядочены скважины № 59 и № 33.
Сейчас в с. Плоском действует завод минеральных вод, выпускающий минеральную воду «Плосківська».

## Известные уроженцы
В селе Плоское в 1837 г. родился Александр Митрак — активист национального, культурного и языкового возрождения в среде славянских народов, русинский писатель, поэт, фольклорист и этнограф, священник.